# COPII
COPII یک کوتومر، نوعی پروتئین پوششی وزیکول است که پروتئین‌ها را از شبکه آندوپلاسمی زبر به دستگاه گلژی منتقل می‌کند. این فرایند، برخلاف ترابری رو به عقب پروتئین COPI، ترابری رو به جلو نامیده می‌شود. نام «COPII» به مجموعه‌ای پروتئینی پوششی ویژه اشاره دارد که روند جوانه زدن را آغاز می‌کند. این پوشش از زیر مجموعه‌های بزرگ پروتئینی تشکیل شده‌است که از چهار زیر واحد مختلف پروتئینی ساخته شده‌اند.

## پروتئین‌های پوششی
پوشش COPII از پنج پروتئین تشکیل شده‌است: Sar1، Sec23، Sec24، Sec13 و Sec31. این پروتئین‌ها دیمر می‌شوند و مجموعه‌های پروتئینی بزرگتری را تشکیل می‌دهند:
- Sec23p/Sec24p Heterodimer
- Sec13p/Sec31p Heterotetramer

توجه به این نکته مهم است که پنج نوع پروتئین گوناگون وجود دارد که پوشش COPII را تشکیل می‌دهند، اما چندین پروتئین از یک نوع، مجموعه‌های پروتئینی مهم برای تشکیل پوشش COPII را تشکیل می‌دهند.
این پروتئین‌های پوششی برای هدایت یا اتصال وزیکول به غشای هدف صحیح لازم هستند اما کافی نیستند. SNARE، محموله و سایر پروتئین‌ها نیز برای ایجاد این فرایندها مورد نیاز هستند.